# Paroxeron furadius
Paroxeron furadius är en stekelart som beskrevs av Fischer och Zaykov 1983. Paroxeron furadius ingår i släktet Paroxeron och familjen bracksteklar. Inga underarter finns listade i Catalogue of Life.